# أنتونيو غارسيا نافاخاس
أنتونيو غارسيا نافاخاس (بالإسبانية: Antonio García Navajas)‏ (من مواليد 8 مارس 1958 م في بوساداس، قرطبة) هو لاعب كرة قدم سابق إسباني الذي لعب كمدافع.فاز مع فريقه ريال مدريد بالدوري الإسباني(1979-1980)،والكأس الإسباني (1979-1980)،ومن(1981-1982).
وانتقل إلى فريق بلد الوليد ،فحصل معه علي الدوري الإسباني (1983-1984).

## وصلات خارجية
- BDFutbol profile
- National team data (بالإسبانية)
- أنتونيو غارسيا نافاخاس على فرق كرة القدم الوطنية.كوم
- أنتونيو غارسيا نافاخاس على موقع الاتحاد الدولي (مؤرشف)  (الإنجليزية)
- أنتونيو غارسيا نافاخاس على موقع قاعدة بيانات كرة القدم.إي يو (الإنجليزية)
- أنتونيو غارسيا نافاخاس على موقع ناشيونال فوتبول تيمز (الإنجليزية)
- أنتونيو غارسيا نافاخاس على موقع عالم كرة القدم.نت (الإنجليزية)
- Worldfootball profile